# Noronhomys vespuccii
Noronhomys vespuccii is een uitgestorven zoogdier uit de familie van de Cricetidae. De wetenschappelijke naam van de soort werd (op grond van subfossielen) voor het eerst geldig gepubliceerd door M.D. Carleton & S.L. Olson in 1999.

## Voorkomen
De soort kwam voor op Fernando de Noronha het grootste eiland van de gelijknamige eilandengroep in de Atlantische Oceaan ten noordoosten van Brazilië.